# South Pacific Championship
Il South Pacific Championship fu una competizione di club di rugby a 15 dell'Emisfero Sud; tenutasi tra il 1986 e il 1990, si disputava tra sei squadre di club provenienti da Australia e Nuova Zelanda più una selezione nazionale da Figi.
L'ultima edizione si disputò nel 1990 ma due anni più tardi fu sostituita dal Super 6, un torneo con lo stesso formato, e successivamente dal Super 10.

## Storia
Durante gli anni ottanta le crescenti istanze in favore di un assetto professionistico del rugby a 15 venivano accontentate dal rugby league, questo portava sempre più giocatori del codice a 15 a cambiare disciplina. Per rispondere alla crescente emorragia di atleti soprattutto in Australia, la New South Wales Rugby Union (NSWRU) ideò il South Pacific Championship, competizione a cui avrebbero partecipato sei squadre su invito. A sponsorizzare il torneo fu l'AGC, compagnia assicuratrice e finanziaria australiana.
Oltre gli organizzatori del Nuovo Galles furono invitate Queensland, le squadre provinciali della Nuova Zelanda Auckland, Canterbury e Wellington e in aggiunta una selezione dalle isole Figi in quanto, all'epoca, la più competitiva delle squadre di rugby del Pacifico.
La prima edizione del 1986, fu conquistata da Canterbury e per le successive stagioni fu un dominio neozelandese: un titolo condiviso tra Canterbury e Auckland e poi tre affermazioni di questi ultimi.
La competizione fu sospesa nel 1991, quando la New South Wales Rugby Union si trovò in difficoltà finanziarie. L'esperimento si ripeté con le stesse modalità la stagione successiva con il Super 6 e vide l'affermazione di Queensland.

## Albo d'oro
| Stagione | Campione            | Secondo           |
| -------- | ------------------- | ----------------- |
| 1986     | Canterbury          | Queensland        |
| 1987     | Auckland Canterbury |                   |
| 1988     | Auckland            | Wellington        |
| 1989     | Auckland            | N. Galles del Sud |
| 1990     | Auckland            | Queensland        |
| 1991     | non disputata       | non disputata     |

| Stagione | Campione   | Secondo  |
| -------- | ---------- | -------- |
| 1992     | Queensland | Auckland |

## South Pacific Championship 1986

### Risultati
|           | Risultati                      |       |
| --------- | ------------------------------ | ----- |
| 12-4-1986 | Figi — Queensland              | 4-12  |
| 13-4-1986 | Canterbury — Auckland          | 16-9  |
| 13-4-1986 | Wellington — N. Galles del Sud | 32-13 |
| 19-4-1986 | Figi — Auckland                | 10-15 |
| 19-4-1986 | N. Galles del Sud — Canterbury | 16-15 |
| 20-4-1986 | Queensland — Wellington        | 17-16 |
| 27-4-1986 | Auckland — N. Galles del Sud   | 34-15 |
| 27-4-1986 | Canterbury — Queensland        | 23-9  |
| 27-4-1986 | Wellington — Figi              | 43-17 |
| 3-5-1986  | Canterbury — Wellington        | 19-9  |
| 3-5-1986  | N. Galles del Sud — Figi       | 50-10 |
| 3-5-1986  | Queensland — Auckland          | 25-16 |
| 10-5-1986 | Figi — Canterbury              | 13-20 |
| 10-5-1986 | N. Galles del Sud — Queensland | 18-12 |
| 11-5-1986 | Aucklansl — Wellington         | 26-10 |

### Classifica
|  |    | Squadra           | G | V | N | P | PF  | PS  | P± | B | Pt |
|  | -- | ----------------- | - | - | - | - | --- | --- | -- | - | -- |
|  | 1. | Canterbury        | 5 | 4 | 0 | 1 | 93  | 56  | 37 | 1 | 17 |
|  | 2. | Queensland        | 5 | 3 | 0 | 2 | 75  | 77  | −2 | 1 | 13 |
|  | 3. | Auckland          | 5 | 3 | 0 | 2 | 100 | 76  | 24 | 0 | 12 |
|  | 4. | N. Galles del Sud | 5 | 3 | 0 | 2 | 112 | 103 | 9  | 0 | 12 |
|  | 5. | Wellington        | 5 | 2 | 0 | 3 | 110 | 92  | 18 | 1 | 9  |
|  | 6. | Figi              | 5 | 0 | 0 | 5 | 54  | 40  | 14 | 1 | 1  |

## South Pacific Championship 1987

### Risultati
|           | Risultati                      |       |
| --------- | ------------------------------ | ----- |
| 11-4-1987 | Canterbury — N. Galles del Sud | 24-25 |
| 12-4-1987 | Queensland — Figi              | 51-0  |
| 12-4-1987 | Wellington — Auckland          | 15-29 |
| 18-4-1987 | Wellington — Queensland        | 15-27 |
| 19-4-1987 | Canterbury — Figi              | 23-19 |
| 19-4-1987 | N. Galles del Sud — Auckland   | 18-19 |
| 25-4-1987 | Figi — N. Galles del Sud       | 20-23 |
| 26-4-1987 | Auckland — Queensland          | 43-18 |
| 26-4-1987 | Wellington — Canterbury        | 16-31 |
| 3-5-1987  | Auckland — Figi                | 68-7  |
| 3-5-1987  | N. Galles del Sud — Wellington | 40-15 |
| 3-5-1987  | Queensland — Canterbury        | 16-22 |
| 9-5-1987  | Auckland — Canterbury          | 16-21 |
| 9-5-1987  | Figi — Wellington              | 23-16 |
| 10-5-1987 | Queensland — N. Galles del Sud | 17-6  |

### Classifica
|  |    | Squadra           | G | V | N | P | PF  | PS  | P±   | B | Pt |
|  | -- | ----------------- | - | - | - | - | --- | --- | ---- | - | -- |
|  | 1. | Auckland          | 5 | 4 | 0 | 1 | 121 | 92  | 29   | 1 | 17 |
|  | 2. | Canterbury        | 5 | 4 | 0 | 1 | 175 | 79  | 96   | 1 | 17 |
|  | 3. | Queensland        | 5 | 3 | 0 | 2 | 129 | 96  | 33   | 1 | 13 |
|  | 4. | N. Galles del Sud | 5 | 3 | 0 | 2 | 112 | 95  | 17   | 1 | 13 |
|  | 5. | Figi              | 5 | 1 | 0 | 4 | 69  | 181 | −112 | 2 | 6  |
|  | 6. | Wellington        | 5 | 0 | 0 | 5 | 87  | 150 | −63  | 1 | 1  |

## South Pacific Championship 1988

### Risultati
|           | Risultati                      |       |
| --------- | ------------------------------ | ----- |
| 9-4-1988  | Figi — Canterbury              | 3-13  |
| 10-4-1988 | Auckland — N. Galles del Sud   | 38-19 |
| 10-4-1988 | Queensland — Wellington        | 29-3  |
| 17-4-1988 | N. Galles del Sud — Canterbury | 36-16 |
| 17-4-1988 | Queensland — Auckland          | 10-39 |
| 20-4-1988 | Wellington — Figi              | 42-21 |
| 23-4-1988 | Figi — N. Galles del Sud       | 29-10 |
| 24-4-1988 | Auckland — Wellington          | 58-0  |
| 24.4-1988 | Canterbury — Queensland        | 27-21 |
| 30-4-1988 | Figi — Queensland              | 34-9  |
| 1-5-1988  | Canterbury — Auckland          | 15-26 |
| 1-5-1988  | Wellington — N. Galles del Sud | 22-16 |
| 7-5-1988  | Figi — Auckland                | 7-27  |
| 8-5-1988  | Canterbury — Wellington        | 15-21 |
| 8-5-1988  | N. Galles del Sud — Queensland | 37-15 |

### Classifica
|  |    | Squadra           | G | V | N | P | PF  | PS  | P±  | B | Pt |
|  | -- | ----------------- | - | - | - | - | --- | --- | --- | - | -- |
|  | 1. | Auckland          | 5 | 5 | 0 | 0 | 189 | 51  | 138 | 0 | 20 |
|  | 2. | Wellington        | 5 | 3 | 0 | 2 | 188 | 139 | 49  | 0 | 12 |
|  | 3. | N. Galles del Sud | 5 | 2 | 0 | 3 | 118 | 123 | −5  | 1 | 9  |
|  | 4. | Canterbury        | 5 | 2 | 0 | 3 | 88  | 107 | −19 | 1 | 9  |
|  | 5. | Figi              | 5 | 2 | 0 | 3 | 94  | 101 | −7  | 0 | 8  |
|  | 6. | Queensland        | 5 | 1 | 0 | 4 | 84  | 140 | −56 | 1 | 5  |

## South Pacific Championship 1989

### Risultati
|           | Risultati                      |       |
| --------- | ------------------------------ | ----- |
| 9-4-1989  | N. Galles del Sud — Figi       | 32-7  |
| 9-4-1989  | Queensland — Canterbury        | 16-6  |
| 9-4-1989  | Wellington — Auckland          | 3-51  |
| 16-4-1989 | Auckland — Canterbury          | 33-15 |
| 16-4-1989 | N. Galles del Sud — Wellington | 23-19 |
| 16-4-1989 | Queensland — Figi              | 39-13 |
| 22-4-1989 | Figi — Wellington              | 18-9  |
| 23-4-1989 | Auckland — Queensland          | 24-15 |
| 23-4-1989 | Canterbury — N. Galles del Sud | 24-25 |
| 30-4-1989 | Canterbury — Figi              | 19-23 |
| 30-4-1989 | N. Galles del Sud — Auckland   | 16-11 |
| 30-4-1989 | Wellington — Queensland        | 32-18 |
| 7-5-1989  | Auckland — Figi                | 72-9  |
| 7-5-1989  | Queensland — N. Galles del Sud | 31-3  |
| 7-5-1989  | Wellington — Canterbury        | 31-28 |

### Classifica
|  |    | Squadra           | G | V | N | P | PF  | PS  | P±  | B | Pt |
|  | -- | ----------------- | - | - | - | - | --- | --- | --- | - | -- |
|  | 1. | Auckland          | 5 | 4 | 0 | 1 | 191 | 58  | 133 | 1 | 17 |
|  | 2. | N. Galles del Sud | 5 | 4 | 0 | 1 | 99  | 92  | 7   | 0 | 16 |
|  | 3. | Queensland        | 5 | 3 | 0 | 2 | 119 | 78  | 41  | 0 | 12 |
|  | 4. | Wellington        | 5 | 2 | 0 | 3 | 94  | 138 | −44 | 1 | 9  |
|  | 5. | Figi              | 5 | 2 | 0 | 3 | 70  | 71  | −1  | 0 | 8  |
|  | 6. | Canterbury        | 5 | 1 | 0 | 4 | 92  | 128 | −36 | 3 | 7  |

## South Pacific Championship 1990

### Risultati
|           | Risultati                      |       |
| --------- | ------------------------------ | ----- |
| 17-3-1990 | Figi — Queensland              | 12-21 |
| 8-4-1990  | Canterbury — Wellington        | 30-21 |
| 8-4-1990  | N. Galles del Sud — Figi       | 19-16 |
| 8-4-1990  | Queensland — Auckland          | 12-27 |
| 15-4-1990 | Canterbury — Auckland          | 12-36 |
| 15-4-1990 | Wellington — Figi              | 34-10 |
| 17-4-1990 | N. Galles del Sud — Queensland | 3-12  |
| 21-4-1990 | Figi — Canterbury              | 20-7  |
| 22-4-1990 | Auckland — Wellington          | 49-9  |
| 25-4-1990 | N. Galles del Sud — Canterbury | 23-21 |
| 25-4-1990 | Queensland — Wellington        | 59-10 |
| 29-4-1990 | Auckland — N. Galles del Sud   | 55-13 |
| 6-5-1990  | Canterbury — Queensland        | 16-31 |
| 6-5-1990  | Figi — Auckland                | 8-21  |
| 6-5-1990  | Wellington — N. Galles del Sud | 20-25 |

### Classifica
|  |    | Squadra           | G | V | N | P | PF  | PS  | P±  | B | Pt |
|  | -- | ----------------- | - | - | - | - | --- | --- | --- | - | -- |
|  | 1. | Auckland          | 5 | 5 | 0 | 0 | 188 | 54  | 134 | 0 | 20 |
|  | 2. | Queensland        | 5 | 4 | 0 | 1 | 135 | 68  | 67  | 0 | 16 |
|  | 3. | N. Galles del Sud | 5 | 3 | 0 | 2 | 83  | 124 | −41 | 0 | 12 |
|  | 4. | Wellington        | 5 | 1 | 0 | 4 | 94  | 173 | −79 | 1 | 5  |
|  | 5. | Canterbury        | 5 | 1 | 0 | 4 | 86  | 131 | −45 | 1 | 5  |
|  | 6. | Figi              | 5 | 1 | 0 | 4 | 66  | 102 | −36 | 1 | 5  |

## Super 61992

### Risultati
|           | Risultati                      |       |
| --------- | ------------------------------ | ----- |
| 29-3-1992 | Queensland — Wellington        | 23-6  |
| 4-4-1992  | Figi — Auckland                | 0-29  |
| 5-4-1992  | Canterbury — Wellington        | 31-20 |
| 11-4-1992 | Figi — Queensland              | 9-21  |
| 2-5-1992  | Figi — Canterbury              | 38-17 |
| 3-5-1992  | Queensland — Auckland          | 27-15 |
| 3-5-1992  | Wellington — N. Galles del Sud | 18-35 |
| 6-5-1992  | Canterbury — N. Galles del Sud | 14-35 |
| 10-5-1992 | Auckland — N. Galles del Sud   | 38-10 |
| 10-5-1992 | Canterbury — Queensland        | 10-26 |
| 17-5-1992 | Auckland — Wellington          | 33-12 |
| 17-5-1992 | N. Galles del Sud — Figi       | 52-6  |
| 24-5-1992 | N. Galles del Sud — Queensland | 18-23 |
| 24-5-1992 | Wellington — Figi              | 43-10 |
| x-x-1992  | Canterbury — Auckland          | 10-22 |

### Classifica
|  |    | Squadra           | G | V | N | P | PF  | PS  | P±  | B | Pt |
|  | -- | ----------------- | - | - | - | - | --- | --- | --- | - | -- |
|  | 1. | Queensland        | 5 | 5 | 0 | 0 | 120 | 58  | 62  | 0 | 20 |
|  | 2. | Auckland          | 5 | 4 | 0 | 1 | 115 | 49  | 66  | 0 | 16 |
|  | 3. | N. Galles del Sud | 5 | 3 | 0 | 2 | 150 | 99  | 51  | 1 | 13 |
|  | 4. | Wellington        | 5 | 1 | 0 | 4 | 99  | 132 | −33 | 0 | 4  |
|  | 5. | Canterbury        | 5 | 1 | 0 | 4 | 72  | 119 | −47 | 0 | 4  |
|  | 6. | Figi              | 5 | 1 | 0 | 4 | 63  | 162 | −99 | 0 | 4  |